# Studio Seasons
O Studio Seasons é um estúdio brasileiro especializado em quadrinhos estilo mangá criado em 1996. O Studio Seasons participou de diversas publicações de mangás no Brasil e algumas no EUA. No Brasil, o grupo publicou em forma de tiras seriadas Ronins, os mangás Zucker e Mitsar e a light novel Contos de Sher Mor nas páginas da revista Neo Tokyo, pela Editora Escala.
Em 2010, o Studio fechou uma parceria com a NewPOP Editora para publicar a versão encadernada de Zucker e Helena, quadrinização do romance de mesmo nome de Machado de Assis .
Ainda pela Newpop foi anunciado o relançamento dos mangás Oiran e Sete Dias em Alesh (que inicialmente seriam republicados pela HQM Editora)